# イヴァネ・マチャヴァリアニ (政治家)
イヴァネ・マチャヴァリアニ（グルジア語: ივანე მაჭავარიანი、グルジア語ラテン翻字: Ivane Machavariani、1974年2月11日 ‐ ）は、ジョージアの政治家、経済学者。2018年7月からジョージア財務大臣を務めた。
1974年にトビリシで誕生。トビリシ国立大学で学び、1996年に経済学と経営学の学士号を取得。
1997年にゲオセリに入社し、同社で21年間を過ごした。1997年から2000年まで金融部門で専門職として勤務。2000年に同部門の上級専門職に昇格。2001年から2006年まで財務計画部門および国際会計部門で管理職。2006年から2013年まで最高財務責任者。2013年から2018年までコマーシャル・ダイレクター。
2018年7月12日、ジョージア財務大臣に就任。

## その他の活動
- アジアインフラ投資銀行理事会員（2018年‐）[5]
- 欧州復興開発銀行理事会員（2018年‐）[6]
- 国際通貨基金総務会代理委員（2018年‐）[7]
- 多数国間投資保証機関理事会員（2018年‐）[8]
- 世界銀行総務会員（2018年‐）[9]